# 22 luglio
Il 22 luglio è il 203º giorno del calendario gregoriano (il 204º negli anni bisestili). Mancano 162 giorni alla fine dell'anno.

## Eventi
- 838 – Battaglia di Anzen: l'esercito dell'imperatore bizantino Teofilo subisce una grave sconfitta dalle truppe Abbasidi del generale Afshin;
- 1209 – Massacro di Béziers: durante la crociata albigese, i crociati conquistano la città francese di Béziers e ne massacrano la popolazione;
- 1298 – Battaglia di Falkirk: Edoardo I sconfigge l'esercito ribelle scozzese di William Wallace;
- 1342 – Un'ampia area che va dal nord Italia alla Carinzia è colpita dalla Magdalenenhochwasser ("Inondazione della Maddalena" poiché verificatasi nei giorni prima, durante e dopo la festività di Santa Maria Maddalena), la più grande inondazione mai registrata in Europa: dopo un lungo periodo di forte siccità, piogge improvvise e insistenti causate dalla depressione ligure riempirono gli alvei dei fiumi Eider, Elba, Danubio, Meno, Moldava, Mosella, Reno, Unstrut, Werra, Weser e loro tributari, inondando vaste aree del centro Europa, incluse le città di Amburgo, Colonia, Francoforte sul Meno, Magonza, Passavia, Ratisbona, Vienna, Würzburg; l'inondazione uccise decine di migliaia di persone, erose e smosse circa 13 miliardi di tonnellate di terra (l'equivalente di quanto accade normalmente in circa 2000 anni), e causò negli anni a venire carestie e peggioramento delle condizioni di vita che rientrano fra le cause della grande peste nera del 1348[1][2];
- 1499 – Battaglia di Dornach fra le truppe di Massimiliano I d'Asburgo e la Vecchia Confederazione svizzera;
- 1587 – Colonia di Roanoke: un secondo gruppo di coloni inglesi arriva sull'Isola di Roanoke, al largo della Carolina del Nord, per rifondare la colonia abbandonata;
- 1598 – La commedia Il mercante di Venezia di William Shakespeare viene inclusa nello Stationers' Register, ovverosia è stampabile e vendibile come libro sotto l'assenso della corona inglese;
- 1731 – Filippo V e Carlo VI firmano il secondo trattato di Vienna;
- 1739 – Nella battaglia di Grocka l'esercito ottomano sconfigge le forze austriache guidate dal feldmaresciallo George Olivier Wallis;
- 1793 – Alexander Mackenzie raggiunge l'Oceano Pacifico, diventando il primo europeo a compiere un attraversamento transcontinentale a nord del Messico;
- 1796 – Periti della Connecticut Land Company battezzano un'area dell'Ohio come "Cleveland" in onore del generale Moses Cleaveland, sovraintendente del gruppo;
- 1802 – L'imperatore vietnamita Gia Long conquista la città di Hanoi;
- 1812 – Guerra d'indipendenza spagnola: forze britanniche guidate da Sir Arthur Wellesley (futuro duca di Wellington) sconfiggono le truppe francesi nei pressi di Salamanca in Spagna;
- 1864 – Guerra di secessione americana, battaglia di Atlanta: a Bald Hill, fuori Atlanta (Georgia), il generale confederato John Bell Hood guida un fallimentare attacco alle truppe unioniste del generale William T. Sherman;
- 1894 – Si svolge quella che è considerata la prima vera competizione automobilistica della storia, la Parigi-Rouen;
- 1898 – Lenin sposa Nadežda Konstantinovna Krupskaja;
- 1916 – A San Francisco (California) una bomba esplode a Market Street durante la parata del Preparedness Day, uccidendo dieci persone e ferendone 40;
- 1933 – Wiley Post diventa la prima persona a volare in solitaria attorno al globo, percorrendo 25000 km in sette giorni, 18 ore e 45 minuti;
- 1934 – All'esterno del Biograph Theatre di Chicago, il "nemico pubblico nº1" John Dillinger viene ferito mortalmente da agenti dell'FBI;
- 1937 – New Deal: il Senato statunitense rigetta la proposta del presidente Franklin D. Roosevelt di aggiungere altri giudici alla Corte suprema degli Stati Uniti d'America;
- 1940 – Londra, il Segretario di Stato per gli affari esteri Lord Halifax risponde al discorso di Adolf Hitler: «Non smetteremo di combattere finché non avremo garantito la libertà per noi e per gli altri»;
- 1942 – Olocausto: inizia la deportazione sistematica degli ebrei dal Ghetto di Varsavia;
- 1943 – Svizzera: vengono vietati i partiti di ispirazione nazista;
- 1944 – Nella Strage del Duomo di San Miniato muoiono 55 civili a opera delle forze armate statunitensi;
- 1946 – Attentato del King David Hotel: l'Irgun fa esplodere una bomba nel King David Hotel di Gerusalemme, quartier generale dell'amministrazione civile e militare britannica, uccidendo 90 persone;
- 1947 – Viene adottata ufficialmente la Bandiera dell'India;
- 1951 – Il club di calcio SE Palmeiras vince la prima competizione mondiale per club, tenutasi in Brasile, il Torneo Internazionale dei Club Campioni 1951;
- 1962 – Programma Mariner: la navetta spaziale Mariner 1 vola senza controllo a pochi minuti dal lancio e deve essere distrutta;
- 1970 – Un attentato orchestrato dalla 'Ndrangheta per conto dei neofascisti di Reggio Calabria fa deragliare la Freccia del Sud presso Gioia Tauro, causando sei morti e 50 feriti; l'attentato si inserisce nel quadro della "strategia della tensione";
- 1977 – Il leader cinese Deng Xiaoping ritorna al potere;
- 1981 – Condanna all'ergastolo per Mehmet Ali Ağca, l'attentatore di papa Giovanni Paolo II;
- 1987 – L'Unione Sovietica mette in orbita la navicella spaziale Soyuz TM-3;
- 1991 – Il serial killer Jeffrey Dahmer viene arrestato dopo che i resti di 11 uomini (giovani e adulti) vengono ritrovati nel suo appartamento di Milwaukee (Wisconsin);
- 1992 – Nei pressi di Medellín, Pablo Escobar, il "signore della droga", fugge dalla sua prigione di lusso temendo l'estradizione negli Stati Uniti d'America;
- 1994 – Yahya Jammeh guida un colpo di Stato in Gambia, deponendone il presidente Dawda Jawara (il primo nella sua storia da Stato indipendente) senza spargimenti di sangue;
- 1997 – La rivista giapponese Weekly Shōnen Jump pubblica il primo capitolo del fumetto One Piece di Eiichirō Oda;
- 2003
  - Dopoguerra iracheno: membri della 101ª divisione aviotrasportata statunitense, aiutati dalle Forze Speciali, attaccano un complesso di edifici in Iraq, uccidendo i figli di Saddam Hussein, ovvero 'Uday e Qusayy, più Mustapha Hussein, il figlio quattordicenne di Qusay, e una guardia del corpo;
  - Un corto circuito genera un incendio sulla cima della Torre Eiffel, costringendo migliaia di turisti a essere allontanati;
- 2004 – Pubblicato dalla Commissione indipendente d'indagine USA il rapporto sugli attentati dell'11 settembre 2001, che assolve i presidenti Bill Clinton e George W. Bush, ma elenca una serie di falle nell'intelligence sfruttate dai terroristi;
- 2005 – L'atleta russa Elena Isinbaeva è la prima donna della storia a valicare i cinque metri nel salto con l'asta;
- 2011 – Attentati terroristici a Oslo: nel centro della città un'autobomba esplode a poca distanza dagli uffici del primo ministro provocando otto morti, e circa due ore dopo a Utøya, una piccola isola a 30 chilometri dalla capitale, una sparatoria provoca 69 vittime.

## Nati
Ci sono circa 1 090 voci su persone nate il 22 luglio; vedi la pagina Nati il 22 luglio per un elenco descrittivo o la categoria Nati il 22 luglio per un indice alfabetico.

## Morti
Ci sono circa 520 voci su persone morte il 22 luglio; vedi la pagina Morti il 22 luglio per un elenco descrittivo o la categoria Morti il 22 luglio per un indice alfabetico.

## Feste e ricorrenze

### Civili
Internazionali:
- Giorno dell'approssimazione di pi greco

Nazionali:
- Swaziland – Compleanno dell'ex re Sobhuza II dello Swaziland

### Religiose
Cristianesimo:
- Santa Maria Maddalena
- Sant'Anastasio apocrisario
- San Cirillo di Antiochia, vescovo
- San Filippo Evans, martire
- San Girolamo di Pavia, vescovo
- San Gualtero, venerato a Lodi
- San John Lloyd, sacerdote e martire
- Santa Maria Wang Lizhi, martire
- Santi Martiri Massulitani
- San Meneleo di Menat, abate
- San Platone di Ancira, martire
- San Vandregisilo
- Beato Agostino de Fango, domenicano
- Beato Giacomo Lombardie, martire
- Beata Manuela de Jesús Arias Espinosa (María Inés Teresa del Santissimo Sacramento), fondatrice delle Missionarie clarisse del Santissimo Sacramento
- Beato Paolo de Lara, mercedario